# Bătălia de la Malahov
Bătălia de la Malahov (Malakoff) s-a dat între armatele franceză și rusă pe 7 septembrie 1855 ca parte a asediului Sevastopolului din timpul războiului Crimeii. Bătălia s-a încheiat cu o victorie zdrobitoarea a francezilor aflați sub comanda generalului MacMahon și cu uciderea în luptă a tuturor amiralilior importanți ai armatei ruse (Pavel Nahimov, Vladimir Istomin și Vladimir Kornilov). Zuavul francez Eugène Libaut a înfipt steagul francez pe redanul rus.
Această victorie a dus la capitularea Sevastopolului, după unul dintre cele mai cunoscute asedii ale secolului al XIX-lea, ducând la victoria aliaților occidentali (Al doilea Imperiu Francez, Regatul Unit, Imperiul Otoman și Regatul Sardiniei).

## Pregătirile de apărare
Portul Sevastopol, format de estuarul râului Ciorna, era protejat împotriva atacurilor de pe mare nu numai de vasele ruse de război, sabordate și scufundate în radă, dar și de forturile puternice din granit din sud și de alte fortificații. Pentru orașul Sevastopol și pentru suburbia Karabelnaia, zidurile fortificațiilor fuseseră dărâmate de mai mulți ani. Malahov, un deal de piatră, domina suburbia, flancat pe fiecare parte de „redanul (reduta) mare” și de „redanul mic”. Orașul a fost înconjurat de o linie de fortificații, care, din loc în loc, avea construite bastioane, separată de „redan” de portul interior.
Locotenentul colonel rus inginer Eduard Totleben, începuse foarte din vreme construirea fortificațiilor, îmbunătățindu-le cu fiecare zi care trecea, până când a creat o rețea continuă, complexă de forturi și tranșee interconectate. La începutul lui octombrie 1854, Sevastopolul nu era însă fortăreață cu numeroase bastioane care avea să ajungă în cele din urmă, și chiar inginerul șef rus Todleben spunea mai târziu că, dacă aliații ar fi atacat imediat ce au debarcat, orașul ar fi fost cucerit cu relativă ușurință. Aliații au avut însă numeroase motive obiective și subiective să nu atace decât pe 17 octombrie, ceea ce a dus la prelungirea asediului.

## Bătălia

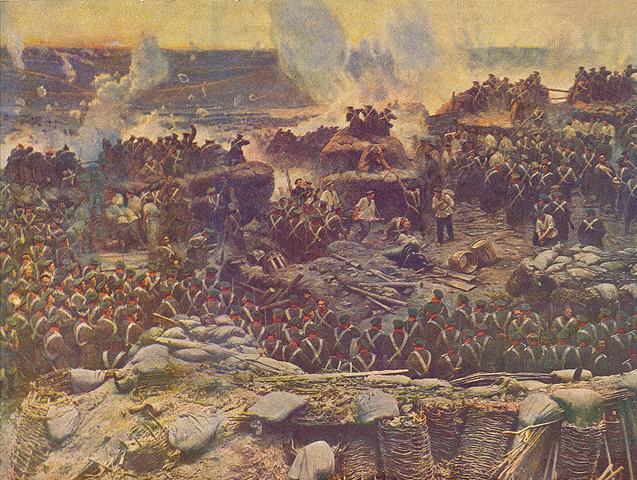
Fragment al picturii panoramice Asediul Sevastopolului de Franz Roubaud (1904).

Toată ziua de 7 septembrie 1855 au avut loc dueluri de artilerie extrem de violente. Trupele franceze de asediu au suferit pierderi mari, iar tunurile lor au fost copleșite de cele ale apărătorilor. Flota angajată la rândul ei în asediu a fost lovită de tunurile de pe țărm, a pierdut aproximativ 500 de oameni, navele fiind serios avariate. Pe de altă parte, artileria britanică a reușit să reducă la tăcere tunurile de la Malakov și din anexele acestuia, în acest punct slăbit fiind cu putință un atac cu sorți de succes. Cum atacul nu a fost dat, muncitorii lui Todleben au reușit să repare distrugerile făcute și să îmbunătățească fortificațiile existente.
Asediul Sevastopolului dura de prea multă vreme vreme. În timpul lunii iulie, rușii pierdeau în medie 250 de oameni pe zi. A fost luată decizia ca Gorciakov și armata din afara fortificațiilor să atace pe râul Ciorna, primul atac important după bătălia de la Inkerman. Pe 16 august, trupele de sub comanda generalilor Liprandi și Read au atacat foarte hotărât pe cei 37.000 de francezi și piemontezi de înălțimile de deasupra podului Traktir. În ciuda hotărârii deosebite a atacatorilor, rușii au fost învinși, pierzând pe câmpul de luptă 260 de ofițeri și 8.000 de soldați, în vreme ce aliații pierduseră numai 1.700 de soldați.
Această înfrângere a făcut ca orice șansă de salvare a Sevastopolului să fie pierdută. În aceeași zi de 6 august, bombardamentele au distrus încă o dată Malahovul și anexele sale și aliații aveau încredere în rezultatele atacului final. Pe 8 septembrie 1855, la amiază, trupele de sub comanda generalului Pierre Bosquet au năvălit la atac asupra Malahovului. Luptele au fost de o duritate extremă: fiecare cazemată și fiecare tranșee a fost cucerită, pierdută și recucerită de mai multe ori, dar francezii au exercitat o presiune continuă asupra apărătorilor, chiar și în condițiile în care britanicii au eșuat în atacul asupra redanului. Numeroșii soldați ruși îngrămădiți în tranșee și cazemate au devenit victime ale bombardamentelor violente ale artileriei de asediu.
Pe flancul stâng, pe partea opusă bastioanelor centrale, au avut loc mai multe lupte corp la corp sângeroase, în tot timpul zilei artileria secerând apărătorii ruși.  Căderea Malhovului a marcat încheierea bătăliei. În noaptea care a urmat, rușii s-au retras spre nord pe podurile rămase nebombardate, iar, pe 9 septembrie, aliații victorioși au ocupat Sevastopolul incendiat și răvășit de bombardamente.
În ultima luptă, pierderile au fost extrem de ridicate: aliații pierduseră peste 10.000 de oameni, iar rușii peste 13.000. Din rândul ofițerilor superiori, nu mai puțin de 19 generali pieriseră în luptă. Dar aliații câștigaseră războiul: odată cu ocuparea Sevastopolului, luptele au încetat aproape definitiv. Nici o acțiune importantă nu a mai fost întreprinsă împotriva lui Gorciakov, care având comanda soldaților garnizoanei Sevastopolui și a armatei din afara fortificațiilor, apăra în continuare drumul spre nord, pe înălțimile fermei Mackenzie. Flota aliată a atacat fortăreața Kinburn în schimb, folosind pentru prima oară corăbii cu bordurile blindate. Pe 26 februarie a fost semnat un armistițiu, pacea fiind semnată la Paris pe 30 martie 1856.

## Urmări

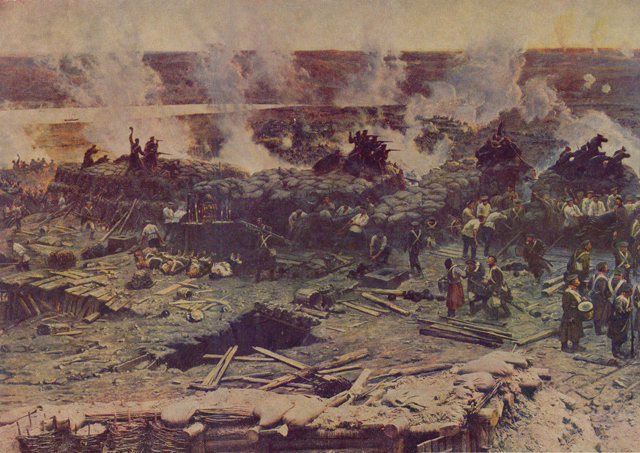
Fragment al picturii panoramice Asediul Sevastopolului de Franz Roubaud (1904).

Importanța strategică decisivă a asediului Sevastopolului nu se poate recunoaște la o primă vedere. Cum s-a putut ca ocuparea unui oraș, slab fortificat la începutul atacului, să îngenuncheze Imperiul Rus? La o primă vedere, Rusia era invulnerabilă la un atac de pe mare, și nici un succes al atacatorilor, chiar zdrobitor, nu părea să aibă cum să-l determine pe țarul Nicolae I să ceară pacea. Ocuparea Sevastopolului în octombrie 1854 nu ar fi fost decisivă pentru încheierea războiului, dar odată ce țarul a decis să apere orașul și fortificațiile cu orice preț, resursele materiale incomparabil mai mari ale aliaților au devenit factorul hotărâtor în câștigarea războiului.
Având libertatea de mișcare pe mare, aliații puteau să ajungă oriunde doreau, în vreme ce drumurile pustii ale sudului Rusiei erau pline de cadavrele cailor și oamenilor căzuți în vreme ce mărșăluiau spre Sevastopol. Fortificațiile, bombardate în continuu, trebuiau ridicate din ruine în fiecare noapte de masele de muncitori neprotejați, din rândul cărora mulți au căzut pradă tirului aliat. Resursele Rusiei au fost complet epuizate de război, iar, în momentul în care în luptele de la podul Traktir rușii au aruncat în luptă milițiile populare, a devenit evidentă starea de neputință a imperiului. Povestirile lui Lev Tolstoi, care a fost martorul ocular al asediului, oferă o imagine completă a războiului din punctul de vedere al rușilor, descriind greutățile marșului prin locurile pustii către linia frontului, mizeria vieții din cazemate, chinul zilnic al reparării fortificațiilor sub focul inamic, în condițiile în care era așteptat în fiecare clipă asaltul aliat, dar și admirația și profundul respect pentru curajul, disciplina și dârzenia apărătorilor.

## Comemorarea bătăliei

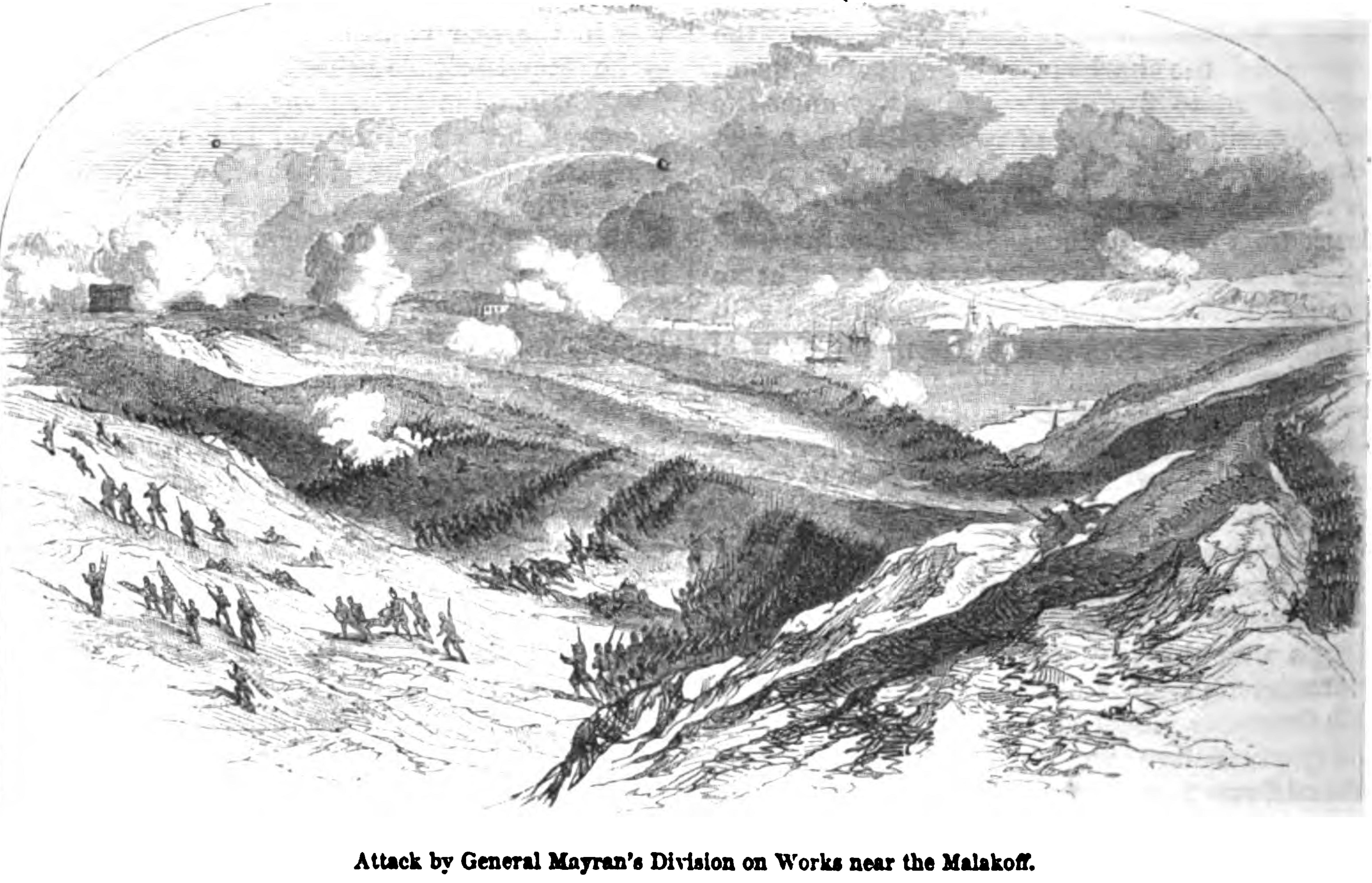
Desen reprezentativ al Bătăliei de la Malakoff

În Franța, bătălia a fost sărbătorită oficial într-un mod special: în afară de bătălia de la Magenta, a fost singură victorie a lui Napoleon al III-lea pentru care s-a conferit ordinul victoriei cu titlul ducal , (în acest caz mareșalului Pélissier). O suburbie a Parisului a fost botezată Malakoff în cinstea victoriei.
În prezent, pe colina (kurganul) Malahov, există un monument, unde arde o flacără nestinsă în memoria apărătorilor Sevastopolului din timpul celui de-al doilea război mondial și o parte a marii picturi panoramice a lui Franz Roubaud reprezentând momentele bătăliei din 1855.